# Удрис, Рудольф Юрьевич
Рудо́льф Ю́рьевич У́дрис (латыш. Rūdolfs Ūdris; 17 февраля 1899, Балтпамужис, Бауский уезд Курляндской губернии, Российская империя (на территории современной Литвы) — 30 мая 1949, Дзержинск, Горьковская область, РСФСР, СССР) — российский, латвийский и советский химик-технолог. Комиссар Красной армии (1919—1925).

## Биография
С 1918 по 1919 год участвовал в установлении советской власти в окрестностях Бауски.
В 1930 году окончил Московское высшее техническое училище имени Н. Э. Баумана, после чего руководил Центральной химической лабораторией синтеза.
Один из создателей в СССР первого в мире метода и промышленной установки совместного получения фенола и ацетона.
В 1938 году осуждён, после чего отсидел два года в Лефортовской тюрьме. В 1940 году осуждён на 10 лет, переведён на работу в закрытую лабораторию (так называемую «шарашку»), в 1946 году освобождён. Покончил жизнь самоубийством. Реабилитирован посмертно. Могила утеряна.
В городе Дзержинск Нижегородской области в честь него названа одна из улиц города.

## Исследования
Основные работы посвящены органическому синтезу. Открыл (1942 год) реакции жидкофазного окисления кумола кислородом воздуха в гидропероксид и его последующего кислотного, или гидролитического, расщепления. На основе этих реакций разработал (1949, совместно с Б. Д. Кружаловым, М. С. Немцовым и П. Г. Сергеевым) технологический процесс получения ацетона и фенола из бензола и пропилена через кумол (так называемый кумольный метод), нашедший широчайшее применение в промышленности.